# Gillo Pontecorvo
Gillo Pontecorvo (Pisa, 19 de novembro de 1919 — Roma, 12 de outubro de 2006) foi um cineasta italiano. 
Seus filmes mais conhecidos são La Battaglia di Algeri - A Batalha de Argel, (1966), Queimada!, (1969) e Ogro, (1979). No primeiro, é contado o episódio da revolta da Argélia contra a dominação francesa, já em pleno século XX: o filme é polêmico ao mostrar a tortura como uma prática sistematizada dos colonizadores, que a aplicam nos revoltosos capturados. No segundo, há a grande atuação de Marlon Brando, que interpreta o agente inglês Walker (seu personagem favorito), enviado ao Novo Mundo para pregar a revolução nas colônias da Espanha e Portugal, oferecendo aos nativos o apoio financeiro da Inglaterra. No terceiro, o tema é o assassinato de Luis Carrero Blanco pela ETA.
De um família de oito irmãos, é irmão do físico Bruno Pontecorvo e do geneticista Guido Pontecorvo.

## Filmografia como diretor
1. Firenze, il nostro domani (2003)
2. Un altro mondo è possibile (2001)
3. I corti italiani (1997) (segmento de “Nostalgia di protezione”)
4. Nostalgia di protezione (1997)
5. Danza della fata confetto (1996)
6. 12 registi per 12 citta (1989) (segmento de “Udine”)
7. L'addio a Enrico Berliguer (1984)
8. Ogro (1979)
9. Queimada! (1969)
10. La Battaglia di Algeri (1966)
11. Paras (1963)
12. Kapo (1959)
13. Pane e zolfo (1959)
14. La grande strada azzurra (1957)
15. Cani dietro le sbarre (1955)
16. Giovanna (1956)
17. Festa a Castellucco (1954)
18. Porta Portese (1954)
19. Missione Timiriazev (1953)